# Movila Miresii
Movila Miresii is een Roemeense gemeente in het district Brăila.
Movila Miresii telt 4350 inwoners.